# Миннесота Уайлд
«Миннесо́та Уа́йлд» (англ. Minnesota Wild) — американский хоккейный клуб, выступающий в Национальной хоккейной лиге (НХЛ). Базируется в городе Сент-Пол, штат Миннесота, США.

## История
НХЛ вернулась в Миннесоту в сезоне 2000/01, когда в составе Северо-западного дивизиона дебютировала команда «Миннесота Уайлд».
Хоккей в Миннесоте имеет давние и глубокие корни. Большое количество натурального льда в зимнее время привлекает множество детворы вставать на коньки и пытаться добиться успеха в одном из самых больших в США штатовском чемпионате старших, средних и даже младших школ. Команда из местного университета, «Миннесота Голден Гофэрс», не раз выигрывала чемпионаты для студенческих команд Соединённых Штатов. Олимпийская сборная США 1980 года, сотворившая «чудо на льду», выиграв золотые медали того турнира, более чем на 50 % состояла из игроков Миннесоты.
Была в Миннесоте в своё время и команда НХЛ. С 1967 по 1993 год, до своего переезда в Даллас, «Миннесота Норт Старз» не раз показывала заслуживающие уважения результаты, а в 1981 и в 1991 годах доходила до финала Кубка Стэнли.
Если «Норт Старз» проводили свои домашние матчи в городке Блумингтон, расположенном в 15 километрах на юг от Миннеаполиса, самого крупного города штата, то «Уайлд» играют на новом стадионе в Сент-Поле, столице Миннесоты. Миннеаполис и Сент-Пол находятся на расстоянии всего каких-то 10-15 километров друг от друга и из-за этого получили прозвище Твин Ситис — городов-близнецов. Именно поэтому ни одна из крупных профессиональных команд в различных видах спорта не берёт отдельного названия Миннеаполиса или Сент-Пола, а предпочитает имя Миннесоты. «Уайлд» также не стали исключением из этого правила.

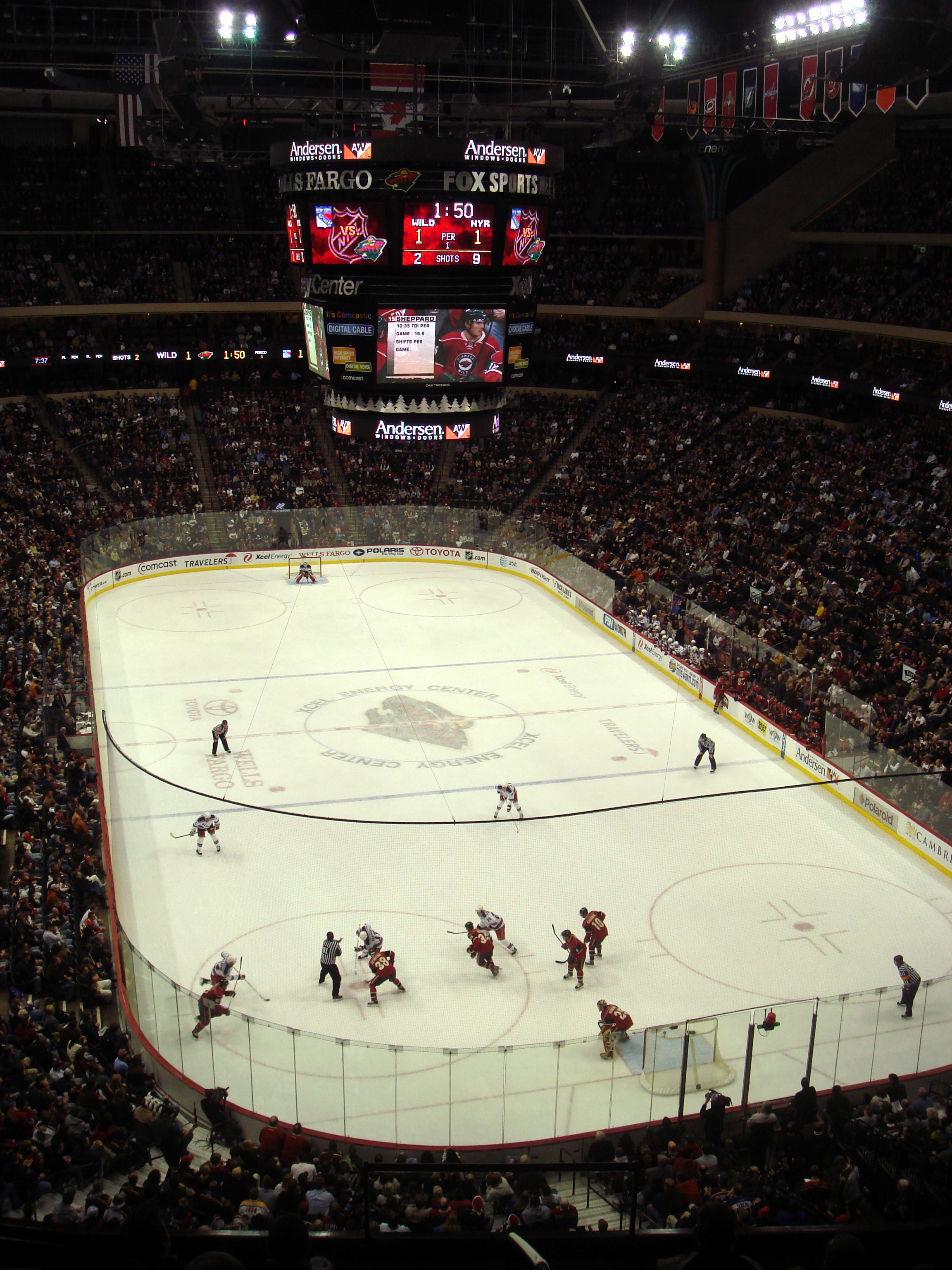
Миннесота Уайлд, Xcel Energy Center

В первые два года команды под руководством старшего тренера Жака Лемера, «расцвёл» словацкий нападающий Мариан Габорик, ставший первым выбором «Уайлд» на входном драфте НХЛ. В сезоне 2001/02 Мариан первым в истории «Миннесоты» покорил рубеж в 30 шайб.
«Уайлд» неплохо для новичков провели первые два сезона в НХЛ, заслужив уважение со стороны более опытных команд.
В третий год «Миннесота» не только пробилась в плей-офф, но и установила там рекорд НХЛ, став первой командой в истории лиги, выигравшей две серии по ходу которых она проигрывала 1:3. Первыми жертвами «Уайлд» стали «Колорадо Эвеланш», а затем и «Ванкувер Кэнакс». В финале Западной конференции «Миннесота» встретилась с «Анахайм Майти Дакс» и, не сумев найти ключи к защите соперников, проиграла в четырёх матчах. В число лидеров «Дикарей» в сезоне-02/03 выдвинулись нападающие Мариан Габорик, Уэс Уолц, Сергей Жолток, защитники Уилли Митчелл и Филип Куба, голкипер Дуэйн Ролосон, однако, безусловно, главная заслуга успеха команды принадлежала старшему тренеру Жаку Лемеру.
В начале сезона 2003/04 «Уайлд» столкнулись с первыми большими трудностями — Мариан Габорик и Паскаль Дюпуи объявили забастовки, пытаясь добиться более выгодных условий контрактов. Оба хоккеиста пропустили весь тренировочный сбор и первый месяц чемпионата. После возвращения в состав им потребовалось довольно много времени, для того, чтобы набрать форму. На протяжении всего сезона «Уайлд» очень трудно давались голы, и в итоге команда оказалась за чертой участников плей-офф. Наиболее приятными воспоминаниями об этом сезоне остались игра голкипера Дуэйна Ролосона, принявшего участие в Матче звёзд, и нападающего Александра Дэйгла, ставшего лучшим бомбардиром команды.
Ввод «потолка зарплат» никак не сказался на финансовой политике руководства «Миннесоты» — в сезоне-05/06 команда по-прежнему оставалась с самым низким бюджетом в лиге, разочаровывая болельщиков большим количеством поражений с минимальным счётом. Ситуация изменилась летом 2006 года. «Дикари» начали тратить деньги на свободных агентов, выменяли из «Лос-Анджелес Кингз» Павола Демитру, подписали многолетний контракт с Габориком. На горизонте замаячила надежда на лучшее.
В 2009 году команду покинул Мариан Габорик, подписавший контракт на правах свободного агента с «Нью-Йорк Рейнджерс».

## Статистика
| Сезон   | И  | В  | П  | ПО | О   | ЗШ  | ПШ  | Рег. чемп.     | Плей-офф                                             |
| 2018-19 | 82 | 37 | 36 | 9  | 83  | 211 | 237 | 7, Центральный | не участвовали                                       |
| 2019-20 | 69 | 35 | 27 | 7  | 77  | 220 | 220 | 6, Центральный | Поражение в квалификационном раунде 1-3 («Ванкувер») |
| 2020-21 | 56 | 35 | 16 | 5  | 75  | 181 | 160 | 3, Западный    | Поражение в первом раунде 3-4 («Вегас»)              |
| 2021-22 | 82 | 53 | 22 | 7  | 113 | 310 | 253 | 2, Центральный | Поражение в первом раунде 2-4 («Сент-Луис»)          |
| 2022-23 | 82 | 46 | 25 | 11 | 103 | 246 | 225 | 3, Центральный | Поражение в первом раунде 2-4 («Даллас»)             |
| 2023-24 | 82 | 39 | 33 | 10 | 87  | 251 | 263 | 6, Центральный | не участвовали                                       |
| 2024-25 | 82 | 45 | 30 | 7  | 97  | 228 | 239 | 4, Центральный | Поражение в первом раунде 2-4 («Вегас»)              |

## Команда

### Текущий состав
| №                         | Игрок                | Страна                    | Хват    | Дата рождения              | Рост (см) | Вес (кг) | Средняя зарплата ($) | Контракт до |
| Вратари                   | Вратари              | Вратари                   | Вратари | Вратари                    | Вратари   | Вратари  | Вратари              | Вратари     |
| ------------------------- | -------------------- | ------------------------- | ------- | -------------------------- | --------- | -------- | -------------------- | ----------- |
| 30                        | Йеспер Валльстедт    | Швеция                    | Левый   | 14 ноября 2002 (22 года)   | 198       | 90       | 2,200,000            | 2026/27     |
| 32                        | Филип Густавссон     | Швеция                    | Левый   | 7 июня 1998 (27 лет)       | 188       | 84       | 3,750,000            | 2025/26     |
| 40                        | Кэл Питерсен         | Соединённые Штаты Америки | Левый   | 19 октября 1994 (30 лет)   | 185       | 83       | 775,000              | 2025/26     |
| Защитники                 |                      |                           |         |                            |           |          |                      |             |
| -                         | Мэтт Кирстед         | Соединённые Штаты Америки | Левый   | 14 апреля 1998 (27 лет)    | 183       | 82       | 775,000              | 2026/27     |
| 4                         | Джон Меррилл         | Соединённые Штаты Америки | Левый   | 3 февраля 1992 (33 года)   | 191       | 93       | 1,200,000            | 2024/25     |
| 5                         | Джейкоб Миддлтон     | Канада                    | Левый   | 2 января 1996 (29 лет)     | 191       | 95       | 4,350,000            | 2028/29     |
| 7                         | Брок Фейбер          | Соединённые Штаты Америки | Правый  | 22 августа 2002 (22 года)  | 183       | 86       | 8,500,000            | 2032/33     |
| 8                         | Зив Буйум            | Соединённые Штаты Америки | Левый   | 7 декабря 2005 (19 лет)    | 181       | 79       | 966,500              | 2026/27     |
| 24                        | Зак Богосян          | Соединённые Штаты Америки | Правый  | 15 июля 1990 (35 лет)      | 190       | 100      | 1,250,000            | 2025/26     |
| 25                        | Юнас Бродин          | Швеция                    | Левый   | 12 июля 1993 (32 года)     | 185       | 88       | 6,000,000            | 2027/28     |
| 34                        | Кэмерон Кротти       | Канада                    | Правый  | 5 мая 1999 (26 лет)        | 191       | 83       | 775,000              | 2024/25     |
| 46                        | Джаред Спёрджон — К  | Канада                    | Правый  | 29 ноября 1989 (35 лет)    | 174       | 80       | 7,575,000            | 2026/27     |
| 55                        | Давид Иржичек        | Чехия                     | Правый  | 28 ноября 2003 (21 год)    | 191       | 86       | 918,333              | 2025/26     |
| Левые крайние нападающие  |                      |                           |         |                            |           |          |                      |             |
| 12                        | Мэттью Болди         | Соединённые Штаты Америки | Левый   | 5 апреля 2001 (24 года)    | 188       | 89       | 7,000,000            | 2029/30     |
| 17                        | Маркус Фолиньо — А   | Канада                    | Левый   | 10 августа 1991 (33 года)  | 191       | 103      | 4,000,000            | 2027/28     |
| 28                        | Лиам Эгрен           | Швеция                    | Левый   | 28 января 2004 (21 год)    | 185       | 85       | 918,333              | 2025/26     |
| 60                        | Майкл Милн           | Канада                    | Левый   | 21 сентября 2002 (22 года) | 180       | 85       | 775,000              | 2025/26     |
| 97                        | Кирилл Капризов — А  | Россия                    | Левый   | 26 апреля 1997 (28 лет)    | 178       | 91       | 9,000,000            | 2025/26     |
| Центрфорварды             |                      |                           |         |                            |           |          |                      |             |
| -                         | Нико Штурм           | Германия                  | Левый   | 3 мая 1995 (30 лет)        | 191       | 94       | 2,000,000            | 2026/27     |
| 13                        | Яков Тренин          | Россия                    | Левый   | 13 января 1997 (28 лет)    | 188       | 91       | 3,500,000            | 2027/28     |
| 14                        | Юэль Эрикссон Эк — А | Швеция                    | Левый   | 29 января 1997 (28 лет)    | 189       | 89       | 5,250,000            | 2028/29     |
| 19                        | Девин Шор            | Канада                    | Левый   | 19 июля 1994 (31 год)      | 185       | 93       | 775,000              | 2024/25     |
| 23                        | Марко Росси          | Австрия                   | Левый   | 23 сентября 2001 (23 года) | 176       | 84       | 925,000              | 2024/25     |
| 39                        | Бен Джонс            | Канада                    | Левый   | 26 февраля 1999 (26 лет)   | 183       | 86       | 775,000              | 2025/26     |
| 90                        | Маркус Юханссон      | Швеция                    | Левый   | 6 октября 1990 (34 года)   | 181       | 95       | 800,000              | 2025/26     |
| Правые крайние нападающие |                      |                           |         |                            |           |          |                      |             |
| 18                        | Винни Хиностроза     | Соединённые Штаты Америки | Правый  | 3 апреля 1994 (31 год)     | 175       | 77       | 775,000              | 2025/26     |
| 22                        | Данила Юров          | Россия                    | Левый   | 22 декабря 2003 (21 год)   | 185       | 80       | 950,000              | 2027/28     |
| 36                        | Матс Цуккарелло      | Норвегия                  | Левый   | 1 сентября 1987 (37 лет)   | 171       | 81       | 4,125,000            | 2025/26     |
| 38                        | Райан Хартман        | Соединённые Штаты Америки | Правый  | 20 сентября 1994 (30 лет)  | 183       | 82       | 4,000,000            | 2026/27     |
| 51                        | Адам Рашка           | Чехия                     | Правый  | 25 сентября 2001 (23 года) | 178       | 76       | 775,000              | 2024/25     |
| 91                        | Владимир Тарасенко   | Россия                    | Левый   | 13 декабря 1991 (33 года)  | 184       | 95       | 4,750,000            | 2026/27     |
| 96                        | Николя Обе-Кюбель    | Канада                    | Правый  | 10 мая 1996 (29 лет)       | 180       | 85       | 775,000              | 2025/26     |

### Штаб
| Должность            | Имя           | Страна                    | Дата рождения              | В должности |
| -------------------- | ------------- | ------------------------- | -------------------------- | ----------- |
| Генеральный менеджер | Билл Герин    | Соединённые Штаты Америки | 9 ноября 1970 (54 года)    | с 2019 года |
| Главный тренер       | Джон Хайнс    | Соединённые Штаты Америки | 10 февраля 1975 (50 лет)   | с 2023 года |
| Помощник тренера     | Патрик Дуайер | Соединённые Штаты Америки | 22 июня 1983 (42 года)     | с 2023 года |
| Помощник тренера     | Джейсон Кинг  | Канада                    | 14 сентября 1981 (43 года) | с 2023 года |
| Тренер вратарей      | Фредерик Шабо | Канада                    | 12 февраля 1968 (57 лет)   | с 2020 года |

### Неиспользуемые номера
- 1 — номер посвящён болельщикам «Миннесоты Уайлд» был выведен из обращения 11 октября 2000 года[1].
- 9 — Микко Койву (2005—2020), выведен из обращения 13 марта 2022 года[2].
- 99 — номер под которым выступал Уэйн Гретцки и был выведен из обращения во всей лиге.

## Индивидуальные рекорды
- Наибольшее количество матчей в регулярных чемпионатах: Микко Койву — 1028 (2005—2020)
- Наибольшее количество очков в регулярных чемпионатах: Микко Койву — 709 (2005—2020)
- Наибольшее количество заброшенных шайб в регулярных чемпионатах: Мариан Габорик — 219 (2000—2009)
- Наибольшее количество результативных передач в регулярных чемпионатах: Микко Койву — 504 (2005—2020)
- Наибольшее количество очков за сезон: Кирилл Капризов — 108 (47+61 в 2021/22)
- Наибольшее количество заброшенных шайб за сезон: Кирилл Капризов — 47 (2021/22)
- Наибольшее количество результативных передач за сезон: Кирилл Капризов — 61 (2021/22)
- Наибольшее количество штрафных минут за сезон: Мэтт Джонсон — 201 (2002/03)
- Наибольшее количество очков, набранных защитником за один сезон: Джаред Спёрджон — 43 (14+29 в 2018/19)
- Наибольшее количество «сухих» игр: Дуэйн Ролосон и Деван Дубник — 5 (2001/02, 2003/04, 2016/17)
- Наибольшее количество «сухих» игр подряд: Деван Дубник — 3 (2016/17)